# 鉄道労働組合
鉄道労働組合（てつどうろうどうくみあい）は、かつて日本国有鉄道（国鉄）時代に存在した労働組合。通称は鉄労（てつろう）。全日本労働総同盟（同盟）系の有力組合で、ストライキを行わない労使協調路線が特徴であった。
国鉄分割民営化後は、全日本鉄道労働組合総連合会（JR総連）に合流するが後に旧鉄労系組合が脱退し、鉄産総連とともに日本鉄道労働組合連合会（JR連合）を結成。こちらが実質的に鉄労の路線を継承している。

## 歴史

### 鉄労の結成
1957年に前年から続いた公共企業体等労働組合協議会（公労協）の処分撤回闘争に国鉄労働組合（国労）と日本国有鉄道機関車労働組合（機労・後の国鉄動力車労働組合＝動労）も参加したが、この際に国労本部の意向を無視して国労新潟地方本部が抜き打ちストライキや駅長など幹部職員への吊るし上げ（新潟闘争）を起こし、乗客や荷主を巻き込んで事態が泥沼化した。
これを契機として、新潟地本の急進的な闘争方針に批判的な非現業系の事務職員を中心とした組合員が国労を脱退し、新たに国鉄新潟地方労働組合を結成した。この動きは全国各地に広まり、一般事務職・運輸・工作と職能毎に新労組を組織化し、同年11月27日に国鉄職能別労組連合会（国鉄職能労連）を発足させた。これに加えて1959年に社会党の最右派が離脱して民主社会党を結成すると、かねてより関係が深かった国鉄労組民主化同盟（新生民同・民同右派）も「完全野党」を宣言し多くの組合員が国労から脱退。大阪や金沢・東京など地域毎に労働組合を組織化し、先に独自に活動していた新潟地方労組と共に1961年9月17日に国鉄地方労組総連合会（国鉄地方総連）を結成するに至った。
やがて職能労連と地方総連は、国鉄当局との労使協調と全日本労働組合会議（全労）支持・反国労で共通していたことから、1962年11月30日に新国鉄労働組合連合（新国労）として統合した。当初は国鉄内での地域・職域労組の連合体だったが、1968年10月20日に結成大会を開いて単一組織化され鉄道労働組合（鉄労）と改称している。なお、国労や動労と違い、鉄労ではトップを「組合長」と称した。
発足した時の経緯から、国労や動労などが相対的には政治主義及び戦闘的方針を基本としていたのに対し、鉄労は経済主義・国鉄本局との協調主義をとっていた。ただし、葛西敬之の一連の著書や、秋山謙祐『語られなかった敗者の国鉄改革』などによれば、国労・動労もともに一枚岩ではなく穏健な考えが主流であったのが、徐々に教条的で戦闘的な若手に取って代わられ、それがまた労働運動を激化させる要因の一つであったと述べられている。
特に、鉄労が発足するきっかけとなった新潟鉄道管理局においては組織率が高く、他の地域で国労・動労による春闘のストライキや順法闘争が実施されているときでも、新潟県内では通勤列車の一部などが正常に動いていることもあったとされる。また、私鉄との競争が激しい関西圏の大阪鉄道管理局でも鉄労の組織率は比較的高かった。国鉄全体では動労とほぼ同じ程度の組織率、12～13％程度であったという。葛西は自著の中で、仙台・新潟・大阪が「鉄労御三家」と呼ばれていたと述べている。仙台鉄道管理局管内では国労と規模で拮抗し、他の2局では鉄労が国労を上回っていた。

### 国労・動労との対立激化
1970年代以降、国労・動労が国鉄当局側との対立を激化させていく中で、鉄労は従来どおりこうした先鋭的な労働争議に積極的に参加しなかった。マル生運動にも協力的であったが、その結果として国労・動労などから鉄労への引き抜き工作が行われるようになり、不当労働行為の批判を受けてマル生運動は失敗することになる。過剰なストや順法闘争で国鉄の威信が損なわれてゆく中、鉄労は庶民の足を守る存在として、その存在を知る一般の人間からは穏健派と呼ばれるようになった。
1975年11月26日から同年12月3日にかけて、国鉄の他労組は禁止されたストライキ権の回復を要求するためのスト権ストを起こしたが、自民党の強硬路線もあり要求は何一つ受け入れられず、利用者の反発も買い大失敗に終わった。このときも鉄労は国鉄当局にストライキ中の就労を申し入れている。ただし鉄労もストライキの権利自体は否定しておらず、同年12月11日の参議院運輸委員会で、鉄労の川田庄作は参考人として出席し「条件つきでスト権を付与してほしいという前提に立ちながら、しかし（現行法上では）ストライキは違法な行為としてやるべきでない」とみずからの立場を説明している。
国労や動労は、鉄労の行為をスト破りとみなしてピケッティングを行った。山本夏彦によれば、その他にも証拠の残らない鉄労への攻撃戦術として、吊るし上げや家族に対する深夜の悪戯電話などがあり、当時の鉄労はこうした攻撃による怪我・病気・自殺などのうち提訴可能な案件は提訴しており、分厚い裁判記録があったという。国労・動労の一部の過激な組合員が暴力行為に及び、鉄労の組合員が襲撃される事件も発生した。国労や動労はこれを正当化しようとしたため、鉄労との対立は深刻になっていく。ストライキ以外にも他組合からの攻撃戦術は存在しており、葛西敬之は『未完の国鉄改革』にて、仙台鉄道管理局赴任時代に鉄労が主催したキャンプを狙い撃ちにして、国労が同じ日にソフトボール大会をぶつけてきた件を例示している。こうしたレクリエーション行事以外にも、国労は突発休を日常的に戦術として使っており、人員が不足しても日頃から国労の穴埋めをしていた鉄労に無理を聞いてもらうことはできず、その場合は管理者が下位の職務を代行していた。
また、鉄労側の過激な構成員も動労の構成員を襲撃するといった事件も発生したほか、国労・動労構成員の作業量を増やすための突発ストを行った。この突発ストは、国労・動労のストライキと同様に違法であったが、鉄労と協調していた当局側はこれを事実上黙認した。。

### 国鉄分割民営化と鉄労
1980年代に入ると、国鉄分割民営化がそれまでの論議に留まらず現実の動きとなっていく。このときも協調主義の鉄労は賛成姿勢をみせており、特殊法人への移行と「地域本社制」導入を唱えていた鉄労は、国鉄改革案を受け入れるものと周囲はとらえていた。しかし、『日本労働年鑑』は、「鉄労も最初から国鉄の分割・民営化に賛成していたわけではない。この方向が国労や動労に打撃を与える側面に共感をもち、協力をしたのであった。」と指摘している。
1981年9月に始まった第95臨時国会では、民社党は鉄労の協力のもと、前後9回にわたって国労をはじめ「職場の規律を乱す」他労組批判の質問を行った。9月17日参議院決算委員会で柄谷道一、10月5日参議院予算委員会で井上計、10月13日衆議院行財政改革に関する特別委員会で岡田正勝、10月16日衆議院行財政改革に関する特別委員会で米沢隆、10月22日衆議院予算委員会で中野寛成の質問などで、内容は国労らによる合理化反対運動や非公式の「ヤミ手当」受給、違法ストなどの批判で、全て高木文雄国鉄総裁をはじめとして国鉄当局側の肯定的な答弁を得た。さらに鉄労は同年『職場実態調査報告書』を作成し、第二次臨時行政調査会の第四部会のヒアリングに際して提出した。また、ライバル労組と密接な関係がある日本社会党・日本共産党を除く国会各党にも配布した。
同1981年12月より、国労・動労組合員の不祥事や国鉄内部の職場秩序の崩壊が相次いで報道され、改めて白日に晒された。これについては定量的な内部調査も行われており、『鉄道政策の検証』所収の角本良平「補論1　国鉄5つの大罪」（1989年）などにその結果を見ることができる。『日本労働年鑑』は、国鉄が世間から大きな批判を受けたことを「マスコミの『国鉄問題キャンペーン』」としており「鉄労は国労・動労などライバル労組叩きのため、積極的にマスコミに協力して内部告発の豊富な事例を提供した」と述べている。
また同年12月12日、経営側の国鉄本社職員局が他労組による職場崩壊の実態を取り上げた部外秘文書である「1980年度 職場管理監査結果について」が明るみに出たことで、マスコミによる報道が本格化した。JR採用闘争の際の国労側の弁護士であった加藤晋介は、裁判中で証人として出廷した葛西敬之への尋問の中で「この部外秘文書は鉄労を通じてマスコミに流出した」と述べた上で葛西の関与について質問したが、葛西は自らの関与を否定する答弁をしている。
一方、山本夏彦によれば、そもそも1982年に国鉄に関する報道が相次いでなされるまで、鉄労という組合が国鉄に存在していること自体、全国紙三大紙（朝日・読売・毎日）の読者は知らされておらず、その理由は産経新聞を除く新聞やマスコミが意図的に鉄労と国労・動労との対立について積極的に報道してこなかったことに原因があったと主張する。国労が中央労働学校を革命家を養成する機関として大学教授60人ほどを招聘し運営していたことに対する各紙の報道を列挙し、全国紙が長年こうした事実を知りながら報道しなかったのは、新聞労連が総評系であるため同盟系の鉄労は敵であり、国労に有利となるように計らったと説明している。そしてマスコミが手のひらを返して報道を始めたのは、国鉄の運賃値上げや事故のためこれ以上味方をすると読者を敵に回す恐れが生じたからだとする。また鉄労系の組合員が管理者になった場合、特に国労・動労からの吊るし上げが激しかったという。山本は三大紙をはじめマスコミのこうした報道姿勢も「知る権利・知らせる義務」に反するとして批判している。
また山崎淳は「仁杉巖とその時代 国鉄一家、瓦解の前触れ」（『建設業界』2007年5月号）にて、1970年代初頭の国鉄を描写した際、毎日新聞の内藤国夫が組合のアジビラを引き写して、大野光基が現場責任者となって進めていた生産性向上運動を批判する記事を書き、朝日新聞がそれに追従した際に「なにも知らない国民は国鉄は何をしているのか、と思ったにちがいない」と述べている。
こうした批判を受けて1982年2月22日、総評・全国産業別労働組合連合（新産別）と国労・動労・全国鉄動力車労働組合（全動労）・全国鉄道施設労働組合（全施労）の4労組は「国鉄改革共闘委員会」を設置し、批判に対抗した。ただし共闘委員会側も独自の組合員アンケートを実施し「ヤミ手当」などの実態があったことを認め、規律粛正とサービス向上を行うことを表明した。一方で従来の「ヤミ手当」を正規の手当として受け取れるように要求するとも述べた。
こうして、国鉄分割民営化をめぐっては単なる労使対立にとどまらず、賛成する同盟系の鉄労と、反対する総評系の国労・動労・新産別・全動労の対立という「労労対立」の様相も呈した。
その後、動労と全施労も分割民営化賛成へ転じたため、鉄労は動労や全施労などと合同して1987年2月2日に「国鉄改革労働組合協議会」を設置した。国鉄分割民営化後は全日本鉄道労働組合総連合会（鉄道総連・JR総連）を結成し、初代会長には鉄労出身の志摩好達が就任、傘下の各社労働組合へ分散された。

### 国鉄分割民営化以後
こうした経緯から鉄労出身者はJRへの採用でも優遇され、JR九州での採用率は全動労32.0%、国労43.1%、鉄産総連（国労脱退者）86.3%、鉄道労連99.97%（鉄労出身者100%）。JR北海道では全動労28.1%、国労48%、鉄産総連79.4%、鉄道労連99.4%（鉄労出身者の割合同じ）であった。一方、本州3社（JR東日本・JR東海・JR西日本）では、定員割れが生じたため組合間の格差は比較的小さかった。

新会社への国労・全動労などの組合員の採用に対しては、鉄道労連では分割民営化に協力して一時帰休や期限付き出向、広域異動などに応じてきたため「正直者が馬鹿を見る」ことになるとして反発し、定員割れしても「国鉄改革に反対する不良職員」を採用しないよう要求していた。大原社研はこの要求を「『労働組合』による不当労働行為のすすめとも言える」と批判した。実際には新会社がある程度の余剰人員を前提として要員計画を進めたため、職員局にとっては希望退職の募集が想定以上に推移することは新会社で雇用する余剰人員が減少することを意味する面もあり、それ以上の定員割れを引き起こすような規模での国労出身者の排除策はとられなかった。
しかしその後、鉄道総連・JR総連内で動労出身者と鉄労出身者による主導権争いが起きたことから、鉄労系のJR西労組・JR四国労組・JR九州労組の3組合はJR総連を離脱した。またJR東海労組は分裂し、多数派が現在の東海旅客鉄道労働組合（JR東海ユニオン）（JR連合系）となり、現在のJR東海労働組合はJR総連系で旧JR東海労組の中では少数派となっている。
これらJR総連から脱退した組織が、国労から分裂した日本鉄道産業労働組合総連合（鉄産総連）系の組合と合流して、1992年5月18日に日本鉄道労働組合連合会（JR連合）を結成した。これにより現在、JRグループの労働組合で最大の組織力を持つのがJR連合となっている。
JR東日本にも多数派ではないが、鉄労の影響力が強かった仙台・新潟地区の旧鉄労系組合員を中心にジェイアール東日本労働組合（JR東新労）（現：JR東日本ユニオン）が組織された。当初はJR連合に加盟申請していたが、2016年にJR連合を脱退している。